# Сантьяго (Галапагоські острови)
Сантьяго (ісп. Santiago), Сан-Сальвадор (San Salvador) або Джеймс (англ. James) — острів у складі Галапагоського архіпелагу, розташований біля його центру. Найпоширеніша іспанська назва острова походить від назви, наданій Колумбом першому острову, відкритому у Вест-Індії. Острів сформований двома щитовими вулканами, що перекриваються, його площа 585 км², а максимальна висота — 907 м над рівнем моря, у вершині північно-західного вулкана. Південно-західний вулкан вивергався нещодавно, проте набагато нижчий. Найстаріші лавові потоки на острові мають вік близько 750 000 років. Найновіші потоки лави 1897 року можна побачити в затоці Суллівана.
На острові мешкають морські ігуани, морські леви, галапагоські гігантські і зелені черепахи і фламінго, біля нього — дельфіни і акули. На острові залишається велика популяція кіз і свиней, що були інтродуковані людиною та спричиняють значної шкоди місцевим видам. Зяблики Дарвіна і галапагоський канюк також мешкають на острові, так саме як і тюлені.
Найпопулярнішим серед туристів є Пуерто-Еґас, ділянка біля затоки Джеймса, як і західна частина острова. Тут можна побачити лавовий берег та частково еродовані скельні формації, де мешкають багато представників дикої фауни, такі як морські ігуани. прилівні озера містять багато крабів, та інших тварин, що полюють на них. Ці райони (так саме як і затока Кузін) популярні і для підводного плавання, тут можна побачити багато тропічних риб.